# Amygdalodon patagonicus
Amygdalodon patagonicus és una espècie de dinosaure herbívor de coll llarg. És un nomen dubium. Va viure a l'estatge Bajocià del Juràssic, i només s'han trobat uns pocs fragments d'ossos i dents. Es coneix ben poc sobre aquest dinosaure.
L'Amygdalodon feia uns 15 metres de longitud i 4 d'alçada. Aquest animal era molt gran, arribava a pesar 24 tones. L'espècie va ser descrita per Cabrera a Argentina l'any 1947.